# Eugène Garessus
Eugène Garessus, né le 12 mars 1899 et mort le 20 mars 1964, est un homme politique français.

## Détail des fonctions et des mandats
Mandat parlementaire
- 13 janvier 1957 - 8 juin 1958 : Sénateur du Haut-Rhin